# Phytoliriomyza convoluta
Phytoliriomyza convoluta este o specie de muște din genul Phytoliriomyza, familia Agromyzidae, descrisă de Spencer în anul 1976. Conform Catalogue of Life specia Phytoliriomyza convoluta nu are subspecii cunoscute.